# Mocovíes
Los mocovíes (en mocoví: moqoit) son un pueblo nativo en Argentina desprendido del conjunto de los guaicurúes. Su lengua forma parte de la familia lingüística mataco-guaicurú y perdura en algunas de las zonas que habitan en las provincias de Formosa, Santa Fe y del Chaco.

## Historia

La bandera del pueblo mocoví fue creada por Roberto Ruiz en el año 2009.

Los mocovíes hacia el siglo XV ocupaban las tierras al oeste de los abipones y al este de los lules, territorios correspondientes a la provincia del Chaco y parte de la provincia de Santiago del Estero.
Antes de la llegada de los colonizadores españoles vivían fundamentalmente de la caza y la recolección. Constituían un pueblo muy guerrero, que aprovechó para atacar distintas ciudades. El Viernes Santo de 1686 unos 800 mocovíes arrasaron la ciudad de Esteco, aunque un puñado de españoles logró resistir la población no se recuperó y desapareció 6 años después en un terremoto catastrófico. En junio de 1690 atacaron San Miguel de Tucumán matando a 45 personas. A principios del siglo XVIII la presión española hizo que los mocovíes al mando del cacique Notinirí se trasladaran hacia el sur de la provincia del Chaco y norte de la provincia de Santa Fe en tierras de los abipones, llegando a atacar la ciudad de Santa Fe en varias ocasiones. Cerca de esta ciudad se instaló una reducción para miembros de esta comunidad.
Como en otros varios pueblos nativos del Litoral argentino, la llegada de los jesuitas implicó un gran cambio en sus sociedades. El 27 de junio de 1743 los jesuitas Francisco Burgés y Jerónimo Nuñez fundaron la reducción de San Javier en presencia del teniente de gobernador de Santa Fe Francisco Antonio de Vera y Mujica y con las bandas de los caciques mocovíes Chitalín y Aletín. El jesuita polaco Florián Paucke llegó como misionero a San Javier dejando un estudio extenso y detallado de esta etnia. Con los demás jesuitas fue expulsado en 1768 cuando la misión tenía 982 habitantes. En 1749 la reducción fue trasladada 7 leguas al norte para alejarla de los colonos, pero anegada por el río San Javier en 1750 fue de nuevo trasladada a la ubicación actual de la ciudad de San Javier. En 1765 Paucke fundó en las cercanías de San Javier la reducción de San Pedro con 400 mocovíes del cacique Elebodgín. Quedó a su cargo el padre Bustillo, pero 3 años después fueron expulsados.
Hacia 1864 el gobernador de Santa Fe Nicasio Oroño logró correr la frontera con los mocovíes, que se hallaba a pocas leguas de la ciudad de Santa Fe, hasta una línea desde Sunchales hasta el fortín Cayastacito y desde allí hacia el nordeste hasta la reducción de San Javier. En 1869 el gobernador Mariano Cabal logró un nuevo corrimiento de la frontera mocoví hacia una línea desde Morteros en Córdoba, Fortín Soledad, laguna La Blanca, San Martín Norte, hasta un poco al norte de San Javier. El siguiente avance de la frontera ocurrió en 1871, durante la gobernación de Simón de Iriondo, desde Tostado por el río Salado hasta Alejandra. Entre 1867 y 1870 los franciscanos Gerónimo Marchetti y Bernardo Arana fundaron la misión de Nuestra Señora de los Dolores en el antiguo Fortín Cayastá Viejo, con 60 familias mocovíes del cacique Mariano Salteño. La misión luego se transformaría en el pueblo de Colonia Dolores. En los años siguientes el resto del territorio de la actual provincia de Santa Fe quedó bajo control gubernamental, mientras que el Gobierno nacional efectuaba la conquista del Chaco argentino, quedando sometidos completamente los mocovíes al Estado argentino.
En 1904 se produjo una rebelión en la reducción de los jesuitas ubicada en San Javier, liderada por Salvador López en reclamo de tierras colonizadas. Aunque fue caracterizada en su época como un "malón", para algunos "este conflicto no debe pensarse como un episodio aislado, sino como parte de un contexto más amplio conformado por la problemática aborigen en el periodo de consolidación del Estado nacional (...) un proceso complejo en el que se ponen en juego aspectos políticos, económicos, sociales y religiosos, vinculándose tanto a una protesta contra las imposiciones del Estado como a un movimiento de tipo milenarista."

## Sociedad
Eran un pueblo muy numeroso y tampoco quedaron muchos vestigios puros de su sociedad. En las ciudades santafesinas de Rosario, Venado Tuerto, Recreo, Reconquista, Melincué, Firmat, Casilda y en localidades menores, se encuentran comunidades mocovíes, sumando 1000 familias en Colonia Dolores (en el departamento San Justo) en donde más del 90% de la población urbana es de origen mocoví, distante a 52 km de San Javier, donde se conservan las transmisiones orales históricas de "El Último Malón Mocoví". Sus artesanos hacen delicadezas con sus manos.
Entrado el siglo XX las actividades de caza y recolección fueron reemplazadas por el trabajo en obrajes. Aunque es muy difícil estimar fehacientemente los lugares donde se encuentran asentados por el proceso de invisibilización étnica y asimilación cultural, pueden destacarse la Colonia Aborigen Chaco (departamento Veinticinco de Mayo, Chaco), en algunos barrios de Rosario, en el barrio Mocoví de Recreo (Gran Santa Fe), en algunos puntos de la provincia de Buenos Aires, como la Comunidad Mocoví de Berisso. El número actual de argentinos que se consideran mocovíes difiere según la fuente entre 5000 y 40 000 personas, siendo unos 4500 hablantes del idioma.
En San Javier (Santa Fe) existen alrededor de 50 familias originarias mocovíes, en Colonia Francesa hay alrededor de 30 familias mocovíes. Existen también asentamientos de pueblos originarios mocovíes en Colonia San Roque y en parajes perteneciente a la localidad de Romang en el departamento San Javier.
En la actualidad los problemas sociales continúan; los pueblos originarios retoman los reclamos, cortando rutas ("piquetes"). El accionar de Salvador López fue un accionar acorde a la época, muchos aborígenes soñaban con recuperar sus tierras y dejar de pasar las miserias y explotación a la que fueron sometidos por los colonos de la zona, los aborígenes apoyaron esa rebelión en busca de libertad, y pudieron ver en Salvador López a un libertador, recordemos que comenzaron a llegar aborígenes de todos lados para apoyar la lucha, pero Salvador fue perseguido y acusado de indio bandido, sin escuchar sus reclamos que eran una causa justa, así fue ajusticiado por la policía.

## Censos
La Encuesta Complementaria de Pueblos Indígenas (ECPI) 2004-2005, complementaria del Censo Nacional de Población, Hogares y Viviendas 2001 de Argentina, dio como resultado que se reconocieron y/o descienden en primera generación del pueblo mocoví 15 837 personas en Argentina (6619 residiendo en comunidades), de las cuales 12 145 vivían en las provincias de Chaco y Santa Fe (6613 residiendo en comunidades) y 3692 en el resto del país.
El Censo Nacional de Población de 2010 en Argentina reveló la existencia de 22 439 personas que se autoreconocieron como mocovíes en todo el país, de los cuales 13466 en la provincia de Santa Fe, 3873 en la del Chaco, 450 en la de Entre Ríos y 221 en la de Corrientes.

## Comunidades
Desde 1995 el Instituto Nacional de Asuntos Indígenas (INAI) comenzó a reconocer personería jurídica mediante inscripción en el Registro Nacional de Comunidades Indígenas (Renaci) a comunidades indígenas de Argentina, entre ellas a comunidades mocovíes:
Provincia de Santa Fe (pueblo mocoví)
- Departamento General Obligado:
  - Comunidad Rahachaglate Colonia La Lola (el 30 de marzo de 1998)
  - Comunidad La Thee Palma (el 9 de junio de 1998)
  - Comunidad N-Chagüisat El Palmar (el 9 de marzo de 1998)
  - Comunidad Aborigen Nainic-El Ceibo (el 3 de noviembre de 2000)(de Reconquista)
- Departamento Nueve de Julio:
  - Comunidad Aborigen de Tostado Pedro José (el 6 de julio de 1998)
- Departamento Vera:
  - Comunidad Aborigen Comcaiaripi–Todos Somos Hermanos (el 27 de noviembre de 2000)
- Departamento San Javier:
  - Comunidad Llalec Lavac-Hijos de la Tierra (el 27 de noviembre de 2000)
  - Comunidad Mocoví de San Javier (el 4 de junio de 2008)
- Departamento Constitución:
  - Comunidad Aborigen Kamikaia (el 24 de julio de 2002)
  - Comunidad Mocoví lalek Lav’a	 (19 de enero de 2011)
- Departamento General López:
  - Comunidad Indígena Mocoví Kotapik (el 14 de mayo de 2002)
- Departamento Rosario:
  - Comunidad Aborigen Ialek Kotaá (el 16 de abril de 2004)
- Departamento San Justo: 
  - Comunidad Aborigen Aim Mokoilek (Soy Mocoví) (el 17 de octubre de 2008)
- Departamento Iriondo:
  - Comunidad Mocoví Comagüe Seluqueta’ C (Todos Estamos Luchando) (el 7 de mayo de 2008)

Provincia de Buenos Aires (pueblo mocoví)
- Partido de Berisso:
  - Comunidad Mocoví de Berisso (el 16 de abril de 2004)

Provincia del Chaco (pueblo mocoví)
- Departamento Chacabuco:
  - Comunidad Juan Larrea (el 6 de febrero de 2009)
- Departamento Doce de Octubre:
  - Comunidad Pueblo Viejo (el 6 de febrero de 2009)
- Departamentos Almirante Brown y Departamento Maipú: 
  - Comunidad Aborigen Salcharó la ´a–Paraje La 60 (el 6 de febrero de 2009)
- Departamento Mayor Luis Jorge Fontana:
  - Comunidad La’a’Na Moqoit–Lote 244-Colonia Juan José Paso (el 4 de abril de 2014), en Colonia Juan José Paso del municipio de Villa Ángela
- Departamento O'Higgins:
  - Comunidad Moqoit Raxalaa (el 11 de marzo de 2014), en Colonia Domingo Matheu del municipio de San Bernardo

Provincia de Santa Fe (pueblos mocoví y toba)
- Departamento General Obligado:
  - Comunidad Aborigen Pueblo Mocoví y Toba El Pignik (el 3 de noviembre de 2000)
- Departamento Rosario:
  - Comunidad Aborigen Ralagay Yogoñí (Nuevo Amanecer) (el 7 de noviembre de 2006)

Desde 2009 la provincia de Santa Fe comenzó a registrar a las comunidades nativas en el Registro Especial de Comunidades Aborígenes de la Provincia de Santa Fe (RECA) del Instituto Provincial de Aborígenes Santafesinos, reconociéndoles en el ámbito provincial la personería jurídica. Las comunidades mocovíes registradas por la provincia pero no por el Renaci son:
- Departamento La Capital:
  - Nueva Comunidad Mocoví-Dalaxaig Covó (el 28 de diciembre de 2009), en Recreo
  - Comunidad Comcaia-Somos Hermanos (el 28 de diciembre de 2009), en Recreo
- Departamento Garay:
  - Comunidad Feliciano Eliseo Ovelar (el 10 de diciembre de 2010), en Santa Rosa de Calchines
  - Comunidad Calle Ancha (el 4 de marzo de 2011), en Helvecia
  - Comunidad Doña Claudina Lanche (el 4 de marzo de 2011), en Colonia Mascías
  - Comunidad Doña Jerónima Troncoso (el 24 de enero de 2011), en Paraje Campo del Medio de Helvecia
  - Comunidad Doña Carmen Juana Tasori (el 24 de enero de 2011), en Paraje Campo del Medio de Helvecia
  - Comunidad Santa Teresita (el 10 de diciembre de 2010), en Helvecia
  - Comunidad Caiastas (el 19 de diciembre de 2010), en Cayastá
  - Comunidad Cacique Santos Sañudo de barrio Los Payucanos (el 17 de noviembre de 2010), en Helvecia
  - Comunidad Dos de Febrero (el 18 de julio de 2011), en Helvecia
  - Comunidad Aim Moqoit (el 1 de septiembre de 2011), en Helvecia
- Departamento Vera:
  - Comunidad Kami Iapa (el 24 de enero de 2011), en Paraje el Toba de Margarita
  - Comunidad Noagué Noa Nonot'i (el 18 de agosto de 2011), en Melincué
- Departamento General Obligado:
  - Comunidad An Añaxas (el 18 de agosto de 2011), en Las Toscas
  - Comunidad Cacique Colashi de barrio El Paraisal (el 27 de septiembre de 2013), en Los Laureles
- Departamento General López:
  - Comunidad Lava Coqom (el 27 de septiembre de 2013), en Venado Tuerto
  - Comunidad Maicasari Iagpa (el 1 de julio de 2015), en Carreras